# Brasserie de Blaugies
La brasserie de Blaugies est une entreprise familiale belge située dans le village frontalier de Blaugies faisant partie de la commune de Dour en province de Hainaut. Elle produit plusieurs bières artisanales parmi lesquelles la Moneuse.

## Histoire
L'histoire commence avec le décès du grand-père de Pierre-Alex Calier en 1920.
Le premier brassin est produit le 24 mars 1988 par Pierre-Alex Carlier et son épouse Marie-Noëlle Pourtois. La bière reçoit le nom de la Moneuse se référant à Antoine-Joseph Moneuse, un des chefs des chauffeurs, ces bandits qui sévissaient à la fin du XVIIIe siècle dans le Nord, le Pas-de-Calais et le Hainaut belge. Antoine-Joseph Moneuse était un aïeul de Marie-Noëlle Pourtois. Une ligne d'embouteillage est installée en 1992. 
L'entreprise reste familiale avec, aujourd'hui, un de leurs fils, Kévin Carlier, diplômé en biotechnologie comme maître brasseur,. Via cette modernisation, la brasserie passe à 7000 bouteilles par mois à 3000 à l'heure aujourd'hui en 2023.
En 2022, une nouvelle bière, la blonde de Blaugies avec un taux d'alcool de 8 % et sera exporté aux États-Unis.

## Bières
Les bières originales de la brasserie sont reprises comme Belgian Beer of Wallonia, protection accordée par l'Agence wallonne pour la promotion d'une agriculture de qualité (APAQ-W).
La Brasserie de Blaugies produit et commercialise cinq bières conditionnées en bouteilles bouchonnées de 75 cl.
- La Moneuse, une bière ambrée titrant 8 % en volume d'alcool[6].
- La Moneuse Spéciale Noël, une bière ambrée foncée de saison titrant 8 % en volume d'alcool[7].
- Bière Darbyste, une bière blonde à base de figues faisant référence au pasteur John Nelson Darby et titrant 5,8 % en volume d'alcool. Elle a été classée parmi les 5 meilleures bières du monde par le New York Times[8],[9],[3].
- Saison d'Épeautre, une bière blonde à l'épeautre titrant 6 % en volume d'alcool[3],[10].
- La Vermontoise, une bière blonde à l'amertume prononcée titrant 6 % en volume d'alcool brassée en collaboration avec Shaun Hill de la brasserie Hillfarmstead située dans l'état du Vermont aux États-Unis[6].

La brasserie exporte ses bières vers les États-Unis, le Canada, la Suisse et la France.